# Аксіоми біології
Аксіоми біології визначають всі основні властивості живої природи.
Російський біолог Б. М. Мєдніков у 1982 визначив особливості живої матерії у вигляді аксіом теоретичної біології.
1. Усі живі організми являють собою єдність фенотипу (сукупності всіх ознак і властивостей організму, що сформувалися в процесі індивідуального розвитку) і програми для його побудови (генотипу), яка передається спадково з покоління в покоління (аксіома А. Вейсмана)
2. Генетична програма створюється матричним шляхом. Як матриця, на якій вибудовується ген майбутнього покоління, використовується ген попереднього покоління (аксіома М. К. Кольцова).
3. У процесі передавання з покоління в покоління генетичні програми з різних причин змінюються випадково й нецілеспрямовано, і лише випадково такі зміни можуть виявитися вдалими в даному середовищі (1-а аксіома Ч. Дарвіна).
4. Випадкові зміни генетичних програм у процесі становлення фенотипу багаторазово посилюються (аксіома М. В. Тимофєєва-Ресовського).
5. Багаторазово посилені зміни генетичних програм зазнають добору, який здійснюють умови зовнішнього середовища (2-а аксіома Ч. Дарвіна).